# Sindicato Andaluz de Funcionarios
El Sindicato Andaluz de Funcionarios, anterior Sindicato Andaluz de Funcionarios de la Junta de Andalucía, es la organización sindical andaluza con mayor representatividad en el ámbito funcionarial de la Administración General de la Junta de Andalucía. Fundado en 2003 por Juan Romero Campos, defiende los derechos e intereses de los funcionarios públicos. 
El Sindicato Andaluz de Funcionarios es un sindicato independiente, libre y profesional que lucha por una Administración pública al servicio del ciudadano. Además, esta organización sindical representa la garantía y la tribuna para que los intereses y los derechos del colectivo funcionarial no se conviertan en moneda de cambio. 

## Historia del sindicato

### Fundación
El Sindicato Andaluz de Funcionarios es una organización sindical que se fundó y se constituyó el 25 de enero de 2003, en Antequera (Málaga, España). Esta organización se autodefine como «un sindicato profesional e independiente, que lucha por proteger los derechos legalmente reconocidos a los funcionarios, con todas las armas que nos da el Estado de Derecho, y las funciones a ellos reservadas en exclusiva por Ley, como garantes de los intereses generales y de los derechos de los ciudadanos».
Dedicado en exclusiva a representar a los funcionarios públicos de la Junta de Andalucía, en la actualidad es el sindicato con mayor representación en el ámbito de la Administración General de la Junta de Andalucía y cuenta con sedes en cada una de las provincias andaluzas. 

### Orientación y organización
El Sindicato Andaluz de Funcionarios goza de plena libertad e independencia en su acción sindical porque su organización no se sustenta de la financiación de la Administración ante la que tiene que defender a sus representados. 
El Sindicato Andaluz de Funcionarios es un sindicato con personalidad jurídica propia que se configura sobre la base de principios democráticos y que resulta independiente de cualquier grupo político, económico o de otra naturaleza.
Los fines de esta organización sindical son, entre otros:
- Representar y defender a los funcionarios públicos ante las Administraciones, Tribunales y otros Organismos.
- Defender y fomentar los intereses profesionales, generales y específicos, de los funcionarios públicos, así como los sistemas de promoción basados en los principios de igualdad, mérito y capacidad y cualquier derecho de alcance social.
- El ejercicio de los derechos de reunión, expresión, manifestación pública y negociación en todos los foros posibles, previstos en la Constitución y Leyes que los desarrollen.
- Velar por la dignidad, integridad y seguridad de sus afiliados. No permitir que éstos sean objeto de discriminación ni merma alguna en sus derechos.
- Facilitar la formación cultural y profesional a sus afiliados, así como poner a su disposición los servicios jurídicos del sindicato.

### Presidentes
| Periodo         | Presidente                |
| --------------- | ------------------------- |
| 2003-2010       | Juan Romero Campos        |
| 2010-2011       | José Manuel Mateo Navarro |
| 2011-2012       | Alfredo Pérez Martínez    |
| 2012-2016       |                           |
| 2016-2021       |                           |
| 2021-2023       | Alfonso Dueñas Ranchal    |
| 2023-Actualidad | Comisión Gestora          |

## Resultados electorales
Las primeras elecciones sindicales en el ámbito de la Administración General de la Junta de Andalucía en las que participó el Sindicato Andaluz de Funcionarios de la Junta de Andalucía fueron las de 2003 y los resultados de las urnas colocaron a esta organización en el tercer lugar entre los sindicatos con representación en la Mesa Sectorial de la Administración General de la Junta, de un total de cinco sindicatos con representación en la misma.
En las elecciones sindicales de 2007, las segundas para SAFJA, fue el segundo sindicato más votado por los funcionarios en toda la geografía andaluza, en el ámbito de la Administración General de la Junta de Andalucía. Además, fue, por segunda vez, el sindicato ganador en los Servicios Centrales y Periféricos de Sevilla, con más del 30% de los votos en ambos casos. 

Han sido en las elecciones de 2011 cuando el Sindicato Andaluz de Funcionarios de la Junta de Andalucía hace historia y se convierte en la primera fuerza sindical en la Administración General de la Junta de Andalucía. En estos comicios, celebrados a lo largo de 2011, el Sindicato Andaluz de Funcionarios de la Junta de Andalucía ha conseguido ser la organización sindical más votada, con casi el 50% de los votos, siendo referencia entre los funcionarios públicos que mayoritariamente han dado su apoyo a la lucha que vienen realizando en defensa del colectivo funcionarial en Andalucía. Es en 2012 cuando se convierte en el Sindicato Andaluz de Funcionarios (SAF). 

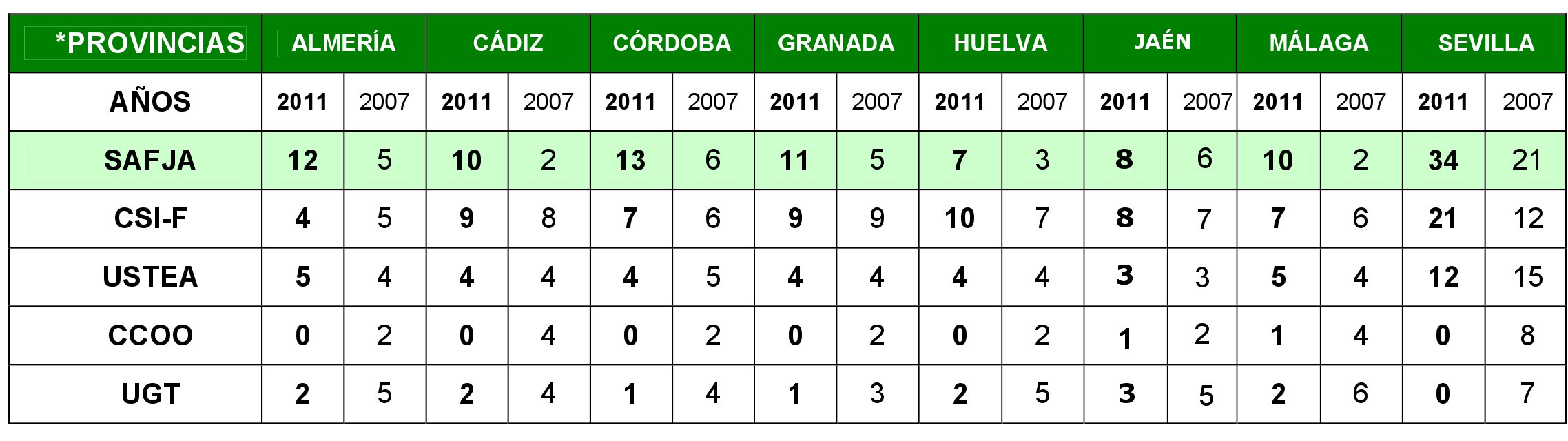
Tabla de resultados electorales en 2011.